# Contea di Sargans
La contea di Sargans fu uno stato del Sacro Romano Impero nel corso del Medioevo, il suo centro principale fu Sargans, da cui prese nome. I suoi signori appartennero alla nobile casata dei conti di Werdenberg. A partire dal 1458 l'ultimo conte sovrano vendette i propri diritti ai confederati svizzeri e così la Contea di Sargans fino al 1798 divenne un condominio della confederazione, amministrata cioè congiuntamente dai cantoni di Uri, Schwyz, Unterwalden, Lucerna, Zurigo, Glarona e Zug, a cui si aggiunse in un secondo tempo anche Berna. Dopa la breve parentesi della Repubblica Elvetica napoleonica, nel 1803 il suo territorio confluì nel neocostituito Canton San Gallo, del quale è tuttora parte.